# セカイイチ
セカイイチは、日本の3人組バンドである。2003年結成。2005年TOY'S FACTORYよりメジャーデビュー。2023年5月14日に無期限活動休止。

## メンバー

### 活動休止時のメンバー
岩崎 慧（いわさき けい、1982年7月8日）-、ボーカル/ギター、大阪府出身、A型
- セカイイチの楽曲のほとんどを手掛ける。
- 妹は、シンガーソングライターの岩崎愛。妹萌えの第一人者であると発言するほど妹を溺愛する。
- LOST IN TIMEの海北大輔とのユニット岩海苔としても時折活動している。

中内 正之（なかうち まさゆき、1981年2月13日）-、ギター/コーラス、福井県出身、A型
- セカイイチの他に福井出身の男4人組バンド f4-highのギターボーカルとしてもバンド活動を行っている。

吉澤 響（よしざわ きょう、1978年5月19日）-、ドラム、奈良県出身、A型
- 大阪大学卒
- セカイイチの活動以外に、これまでにHARRY (ミュージシャン) 、小南泰葉、真心ブラザーズ、岩崎愛、ビッケブランカ、あいみょん、ラブリーサマーちゃん、渡會将士、中村一義、木下百花などのサポートドラムとしても活躍している。

### 元メンバー
泉 健太郎（いずみ けんたろう、1977年11月12日）-、ベース/コーラス、大阪府出身、A型
- 2013年3月　脱退。「家族との時間をもっと大切にしたい」という脱退理由が公式サイトで発表された。

### サポートメンバー （ベース）
- 岡部晴彦　(ネモトラボルタ、ex.サザンハリケーン)

- 中村昌史

- 隅倉弘至　(初恋の嵐)

- 菅野信昭　(FoZZtone)

## 来歴
- 2001年
  - 8月 - ソロ活動をしていた岩崎が、ドラム吉澤を誘う。前ベース加入。
- 2002年
  - 10月 - ベース脱退にあたり、ベーシストであった中内に声をかけるが、「ギターでなら加入してもいい」との返答。初練習の日に初ライブを敢行し即日加入。
- 2003年
  - 3月27日 - サポートを務めていた泉が正式加入。セカイイチ結成。
  - 12月10日 - ミニアルバム『今日あの橋の向こうまで』をリリースしインディーズデビュー。
  - 12月23日 - 初ワンマンライブをホームグラウンドの大阪・十三FANDANGOにて開催。
- 2004年
  - 12月29日 - 「ROCKIN'ON PRESENTS COUNT DOWN JAPAN 04/05」　MOON STAGEに出演。
- 2005年
  - 4月6日 - TOY’S FACTORYより2nd Single『石コロブ』を発売しメジャーデビュー。SPACESHOWER TV・MTV・MUSIC ON!TV・その他全国のラジオ局にてパワープレイを多数獲得。
- 2010年
  - 11月3日 -  7th Single『Step On』発売。tearbridge records(エイベックス・エンタテインメント株式会社)移籍第1弾シングルとなる。
- 2011年
  - 12月 -  『ありがとう!セカイイチワンマンツアー2011〜暮れの元気なご挨拶〜』開催。
- 2012年
  - 2月7日 -  ベースの泉健太郎　レギュラー出演ラジオ　sora×niwaFM「セカイイチ〜四つの弦をもつ男〜」毎週火曜18：00〜19:30生放送開始。(〜2013年3月18日終了）
  - 8月26日 - ディスクガレージ主催のサーキットイベント MUSIC MONSTERS -2012 summer-にてShibuya O-WEST出演の際、イベント初の入場規制という記録を作る。演奏中は入れないファンの列が途切れることなく続いた。
  - 12月 -  2013年デビュー10周年を記念し、セルフカバーアルバムを発売することを発表。ゲストボーカルとして田中和将（GRAPEVINE）、Chage（CHAGE and ASKA）、増子直純（怒髪天）、宮田和弥（JUN SKY WALKER(S)）、山田将司（THE BACK HORN）、オカモトショウ（OKAMOTO'S）、小南泰葉、佐々木健太郎（アナログフィッシュ）、須藤寿（髭）、恒吉豊（OverTheDogs）の10組が参加。
  - 12月 -  『暮れの元気なご挨拶2days〜リクエストナイト〜』開催。
- 2013年
  - 2月22日 - 公式サイトにて、ベースの泉健太郎が2013年3月をもって脱退することを発表。
  - 3月 -  『セカイイチ「and 10」レコ発ツアー 2013』開催。
  - 3月22日 -下北沢CLUB Queにてワンマンライブ『四つの弦を置く男〜またね！〜』を開催。ベース泉健太郎のラストライブとなった。
  - 4月3日 -  脱退したベースの泉健太郎のラジオ番組を引き継ぎ、ギター中内正之のレギュラー出演ラジオ　sora×niwaFM「six string samurai」毎週水曜18：00〜19:00生放送開始。
  - 9月 -主催イベント『光風動春』　東京、福島、大阪、名古屋の4都市にて開催。ゲストにKANA-BOON, the chef cooks me, LUNKHEAD, The Camels, FoZZtone, THE ORAL CIGARETTES, Acita
  - 11月〜12月 - ワンマンツアー『セカイイチ10周年大生誕祭〜暮れの元気なご挨拶〜』東京、福島、大阪、名古屋にて開催。最終日名古屋公演では、3月に脱退したベースの泉健太郎が観に来ており、ローディーに促されてステージに登場した。
- 2014年
  - 1月15日 - 「セカイイチとFoZZtone」名義でミニアルバム『バンドマンは愛を叫ぶ』リリース。
  - 7月20日 - 自主レーベル「Anaheim Records」（アナハイム　レコーズ）の立ち上げを発表。
- 2015年
  - 4月29日 - 中内正之のレギュラー出演ラジオ　sora×niwaFM「six string samurai」が終了。
  - 5月 - メジャーデビュー10周年を記念したリクエスト・ワンマンライブを東名阪にて開催。
- 2016年
  - 2月22日 - 3年ぶりとなるフル・アルバム『Round Table』のリリースを発表。
- 2017年
  - 10月14日 - 富山県で開催の『まちなかミュージック＆フードフェスティバルTOYAMA 米奏動2017』にて、前ベース 泉健太郎が参加。
- 2018年
  - 11月23日 - 国立音楽院主催の音楽イベントにて、世界的ベーシストチャック・レイニーと共演
- 2019年
  - 03月14日 - 十三ファンダンゴでのワンマンライブにて、前ベース 泉健太郎が参加。
- 2023年
  - 1月16日 - 無期限活動休止を発表[1]。
  - 岩崎慧が日本テレビのドラマ「ブラッシュアップライフ」に染谷将太演じるミュージシャン福田俊介が歌う楽曲「アイラブユーが世界を救う」を提供[2]。
  - 5月3日 - 活動休止直前ライブツアーをスタート。
  - 5月14日 - 活動休止直前ライブツアー最終日。新代田FEVERでラストライブを開催し無期限活動休止。

## ディスコグラフィー

### 配信限定シングル
| 発売日        | タイトル      | レーベル        | 収録アルバム |
| ------------- | ------------- | --------------- | ------------ |
| 2020年5月1日  | Draw a Line   | Anaheim Records | Draw Lines   |
| 2022年12月1日 | I'll Be There | Anaheim Records | Where we are |

### 限定盤
| 発売日         | タイトル               | 生産番号 | 備考                                          |
| 2013年6月18日  | inside fireworks vol.1 |          | アコースティックアレンジ5曲入り、限定300枚CDR |
| 2013年10月18日 | inside fireworks vol.2 |          | アコースティックアレンジ5曲入り、限定販売CDR  |
| 2014年3月29日  | inside fireworks vol.3 |          | アコースティックアレンジ5曲入り、限定販売CDR  |
| 2014年10月2日  | inside fireworks vol.4 | SKI-003  | アコースティックアレンジ5曲入り、限定販売CD   |
| 2015年3月13日  | inside fireworks vol.5 | SKI-004  | アコースティックアレンジ5曲入り、限定販売CD   |
| 2015年10月17日 | inside fireworks vol.6 |          | アコースティックアレンジ5曲入り、限定販売CD   |
| 2016年11月3日  | inside fireworks vol.7 |          | アコースティックアレンジ5曲入り、限定販売CD   |
| 2016年11月23日 | Lay me down            |          | 3曲入り、限定販売CD                           |

## ミュージックビデオ
| 監督                | 曲名                                                                                                  |
| 伊藤彰浩 & 松井裕介 | 「ぷれぜんと」                                                                                        |
| オオタシンイチロウ  | 「ハレルヤ(セカイイチとFoZZtone)」「リトルダンサー(セカイイチとFoZZtone)」「Empty」「Grave of music」 |
| 川口潤              | 「虹」                                                                                                |
| groovisions         | 「雨のぼり」「石コロブ」                                                                              |
| 近藤直幸            | 「ふりだしの歌」                                                                                      |
| 島田大介            | 「RAIN/THAT/SOMETHING」「Step On」「あかり」「勇気の花」                                              |
| 菅井高志            | 「suck around」                                                                                       |
| 中内正之            | 「NewDays」                                                                                           |
| 吉澤響              | 「Round Table」                                                                                       |
| 不明                | 「カプセル」「シルクハット」「真ん中の歌」「バンドマン」                                              |

## 主なライブ

### ワンマンライブ・主催イベント
- 2008年 - セカイイチ岩崎慧present's “もうガマンできないよっ! Vol.1
- 2009年06月 - セカイイチ岩崎慧present's “もうガマンできないよっ! Vol.2
w/田中和将（GRAPEVINE）/岩崎愛/小高芳太朗（LUNKHEAD）/有馬和樹（おとぎ話）/鈴木健太（D.W.ニコルズ）/山本健太（オトナモード）
- 2010年4月30日 - セカイイチ岩崎慧present's “もうガマンできないよっ! Vol.3
w/ヒダカトオル（BEAT CRUSADERS）/わたなべだいすけ（D.W.ニコルズ）/山田将司（THE BACK HORN)/増子直純（怒髪天）
- 2011年06月05日 - セカイイチ岩崎慧present's “もうガマンできないよっ! Vol.4
w/長澤知之/桃野陽介(MONOBRIGHT)/佐々木亮介(a flood of circle)/おおはた雄一/山本健太
- 2012年05月25日 - セカイイチ岩崎慧present's “もうガマンできないよっ! Vol.5
w/タニザワトモフミ、小山田壮平(andymori)、須藤寿(髭)、キヨサク(MONGOL800)
- 2013年05月12日 - セカイイチ岩崎慧present's “もうガマンできないよっ! Vol.6
w/堂島孝平/SEAMO/渡會将士（FoZZtone）/オカモトショウ（OKAMOTO'S)
- 2013年8月4日 - セカイイチワンマンライブ 真昼の月 vol.1
- 2014年7月20日 - セカイイチワンマンライブ 真昼の月 vol.2
- 2014年 - セカイイチ×HINTO ダブルレコ発ツアー『NERVOUS PARTY at Anaheim Apart』
- 2014年 - セカイイチ『Anaheim Apart』レコ発ワンマンツアー 〜暮れの元気なご挨拶〜
- 2015年 - デビュー10th REQUEST ONE-MAN SHOW
- 2015年7月19日 - セカイイチワンマンライブ 真昼の月 vol.3
- 2015年8月 - ハイブリッドワンマンショウ2015（東阪２公演）
- 2015年 - 暮れの元気なご挨拶 2015
- 2016年4月19日 - セカイイチのサポートベーシスト感謝祭
- 2016年5月～6月 - セカイイチ『Round Table』Release Tour（全8公演）
- 2016年8月 - ハイブリッドワンマンショウ2016 the FINAL（東阪２公演）
- 2016年9月18日 - セカイイチワンマンライブ 真昼の月 vol.4
- 2016年9月21日 - 光風動春 × VIRUSOUL
- 2017年3月11日 - umeda AKASO Presents Day Live Series Vol.0
w/イヌガヨ
- 2017年3月19日 - 春の誘い～アコースティックセット単独公演
- 2017年4月22日 - セカイイチのサポートベーシスト感謝祭 vol.2
- 2017年12月8日 - 『暮れの元気なご挨拶 2017』
- 2018年3月30日 - セカイイチ×渡會将士 Pre Anniversary Live
- 2018年12月6日 - 『暮れの元気なご挨拶 2018』
- 2019年12月20日〜28日 - セカイイチ『暮れの元気なご挨拶 2019』
- 2021年7月4日 - セカイイチのサポートベーシスト感謝祭 Vol.6
- 2022年2月26日〜3月12日 - セカイイチ presents「光風動春」